# MIM-104 Patriot
MIM-104 Patriot ist ein US-amerikanisches bodengestütztes Flugabwehrraketen-System zur Abwehr von Flugzeugen, Marschflugkörpern und ballistischen Mittelstreckenraketen. Patriot wird z. T. als Akronym übersetzt mit: Phased Array Tracking Radar to Intercept On Target. Die Patriot wurde ab 1984 bei einer Vielzahl von Streitkräften eingeführt, einschließlich der Bundeswehr und in Zukunft auch in der Schweizer Armee. Das System ist das Rückgrat der Luftverteidigung vieler Staaten.

## Entwicklung
Das Konzept für ein mobiles und allwettertaugliches Raketen-Flugabwehrsystem entstand im Jahr 1961 beim U.S. Army Missile Command (MICOM) und dem Research and Development Directorate as the Field Army Ballistic-Missile Defence System (FABMDS). Damals wurde das Projekt Army Air Defence System-1970 (AADS-70) genannt. Im Jahr 1965 wurden die Spezifikationen im Rahmen des nun SAM-D bezeichneten Projekts definiert. Im April 1966 formulierte das Verteidigungsministerium der Vereinigten Staaten eine Bedarfsforderung mit einer Ausschreibung für die Industrie. Nach der Prüfung der Angebote bekamen im Mai 1967 die Firmen Raytheon und Lockheed den Zuschlag für die Entwicklung der SAM-D. Dabei wurde Raytheon die Gesamtprojektleitung zugesprochen. Das System bekam die provisorische Bezeichnung XMIM-104. Der erste Teststart einer ungelenkten XMIM-104-Lenkwaffe erfolgte im Februar 1970. Im Jahr 1975 konnte auf der White Sands Missile Range mit der XMIM-104 erstmals eine Zieldarstellungsdrohne abgeschossen werden. Im Jahr 1976 wurde die offizielle Bezeichnung MIM-104 Patriot vergeben. Die Weiterentwicklung und Werktests mit der MIM-104 dauerten bis 1981. 1982 und 1983 testeten Einheiten der United States Army das System. Dabei wurden Mängel am Ausbildungskonzept sowie der Software festgestellt. Nachdem Raytheon die MIM-104 nachgebessert hatte, erfolgte 1984 eine abschließende Testserie. Noch im selben Jahr wurde die erste MIM-104-Einheit bei der US Army offiziell in Dienst gestellt. Ab da ersetzte die Patriot bei den US-Streitkräften die Flugabwehrraketensysteme MIM-14 Nike Hercules und MIM-23 HAWK. In den darauffolgenden Jahren wurde Patriot modernisiert und an die aktuelle Bedrohungslage angepasst.

## Technik

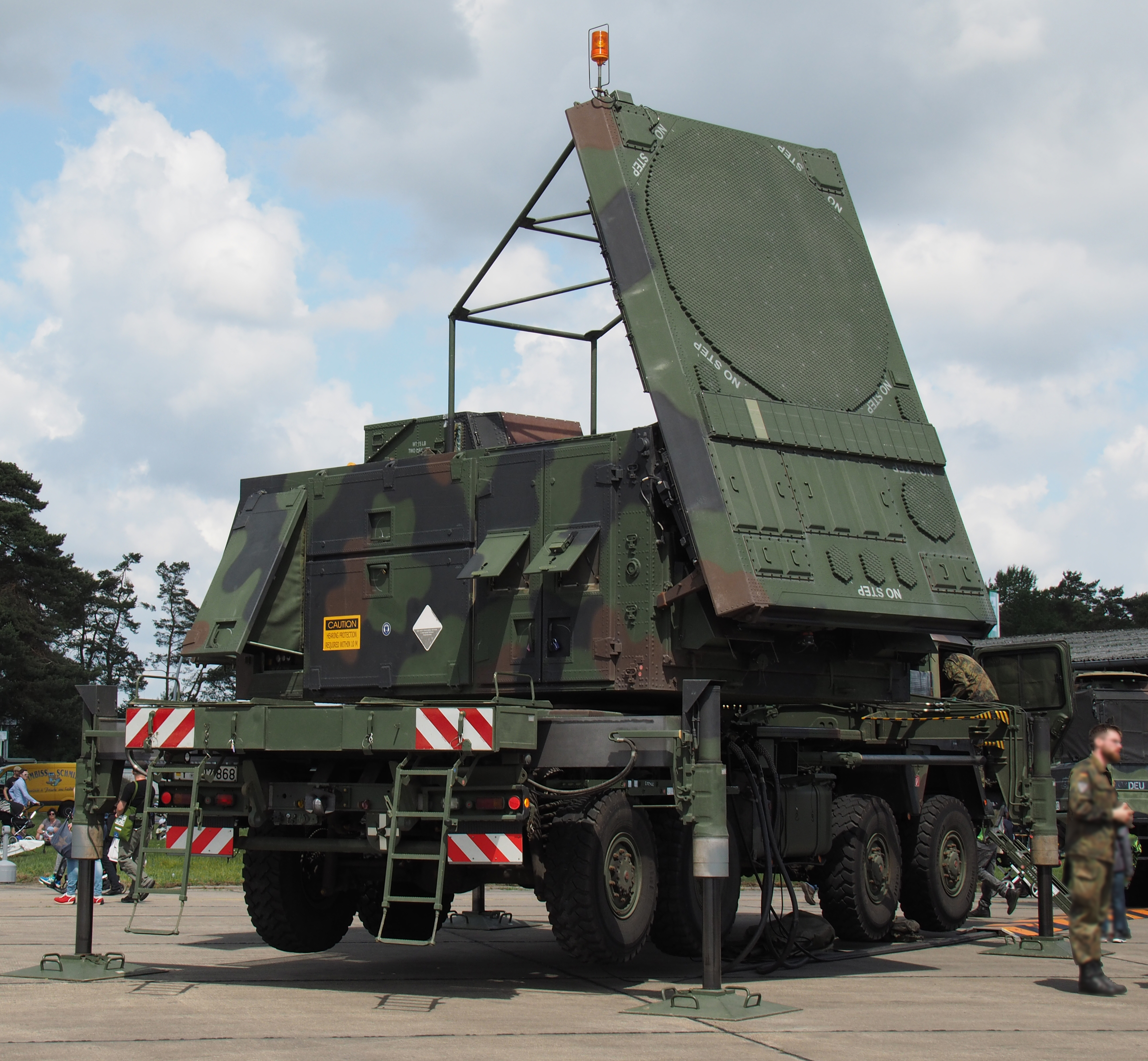
Das AN/MPQ-53 Multifunktions-Radargerät der Bundeswehr

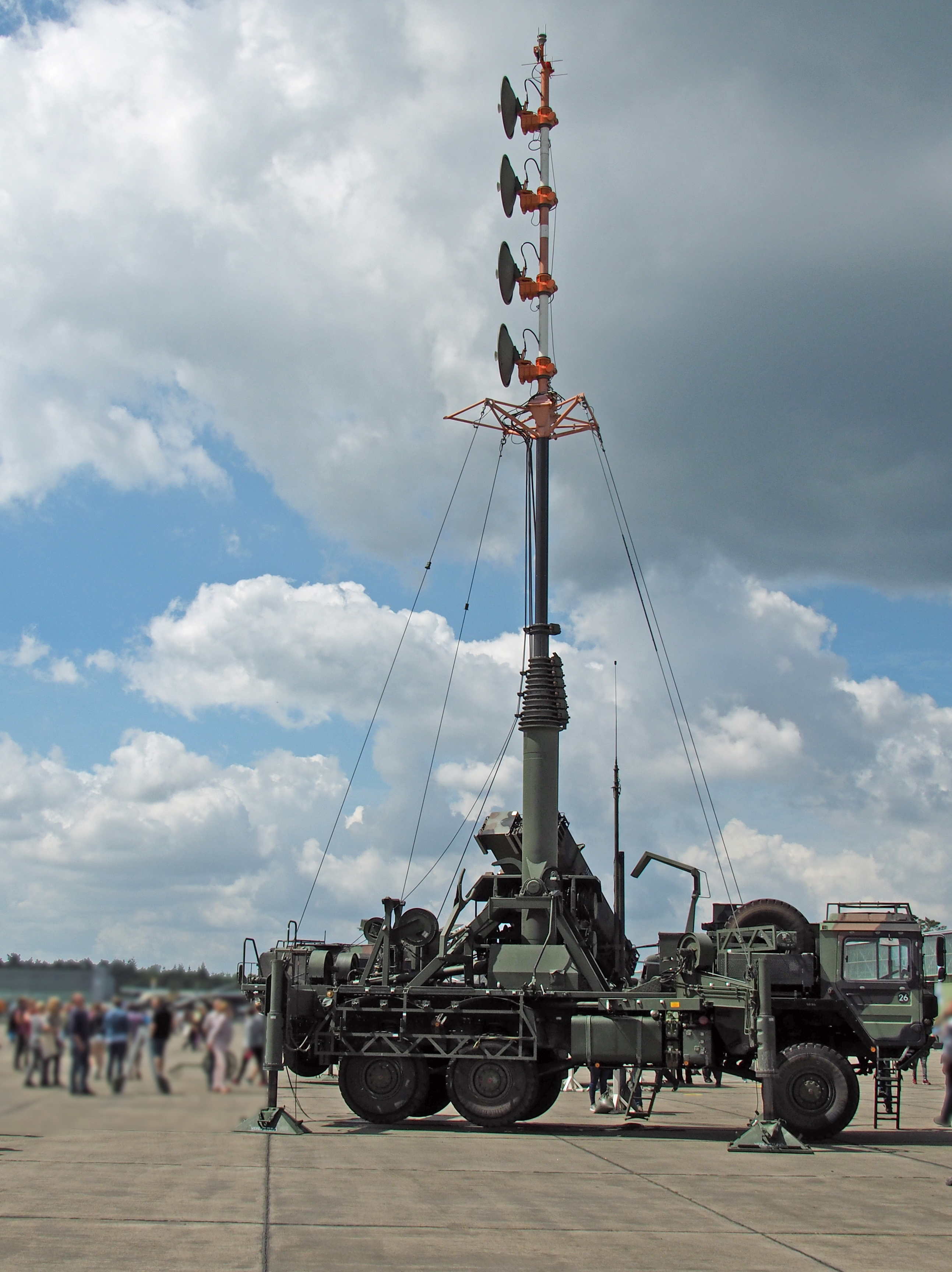
Antennenmastanlage der Flugabwehrraketengruppe 26 Husum

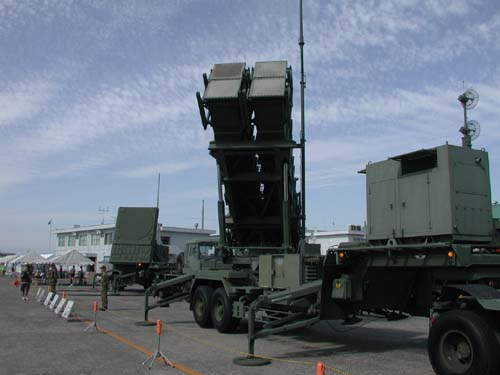
Ein Patriot-Startgerät (US-Version, japanische Streitkräfte)

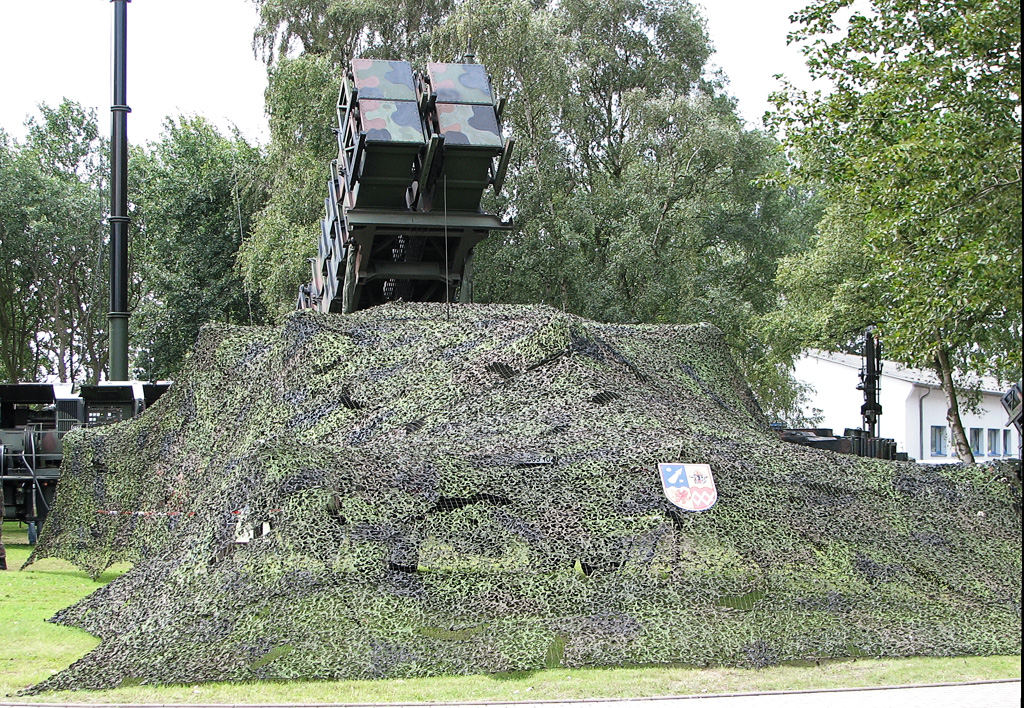
Getarntes Startgerät

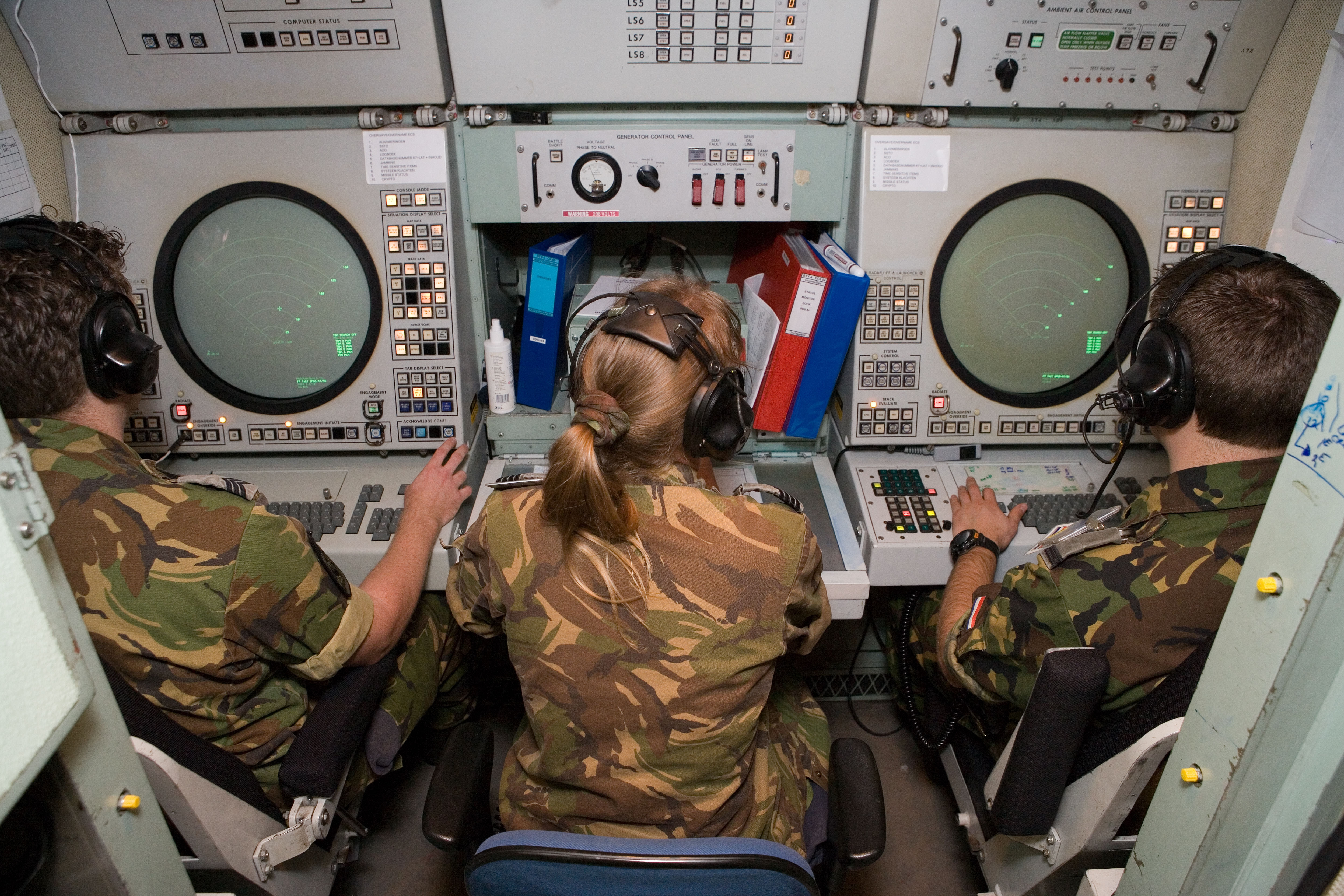
Niederländische Soldaten an den Konsolen im Feuerleitstand (ECS)

Das Flugabwehrraketensystem Patriot besteht aus mehreren Einzelkomponenten, die entweder auf einem HEMTT-Sattelauflieger/Lkw oder nur auf Lkw montiert sind, um eine hohe Mobilität zu gewährleisten. Das Patriot-System kann mit Transportflugzeugen vom Typ Lockheed C-5 „Galaxy“ und Boeing C-17 „Globemaster III“ transportiert werden. Die Teilsysteme sind entweder über Kabelverbindungen (Lichtwellenleiter/Zwei- und Mehrdrahtleitung) und/oder VHF-Funk miteinander verbunden. Im folgenden Abschnitt werden die Komponenten des Systems aufgelistet und erläutert.

### Multifunktionsradar (Radar Set (RS))
Bei der ersten Ausführung der MIM-104 kommt das AN/MPQ-53-Multifunktionsradar zur Anwendung. Dieses dient zur Erfassung, Identifizierung und Bekämpfung von Luftzielen. Es verwendet eine Phased-Array-Antenne mit 5161 Phasenschiebern und funktioniert nach dem Prinzip der passiven, frequenzgesteuerten Phased-Array-Antennen (PESA). Beim Transport wird die Radarantenne abgesenkt, und für den Betrieb wird die Antenne in einem Winkel von 67,5° angestellt. Das Radar arbeitet in einem Frequenzbereich von 4 bis 8 GHz mit einer Pulsdauer zwischen 0,4 bis 50 μs. Dabei beträgt die durchschnittliche Sendeleistung rund 10 Kilowatt bei einer Wellenlänge von 5,5 bis 6,7 cm. Das Radar arbeitet nach dem Monopulsverfahren und hat bei 32 Konfigurationseinstellungen 54 verschiedene Arbeitsmodi. Das Multifunktionsradar führt gleichzeitig die Ermittlung der Zieldaten, Zielverfolgung, sowie die Suche nach weiteren Luftzielen durch (Track-while-scan). Es kann 90 bis 125 Flugziele verfolgen und dabei gleichzeitig bis zu neun Lenkflugkörper in der finalen Abfangphase mittels dem TVM-Verfahren gegen sechs Ziele steuern. Dabei können die Lenkflugkörper gegen Ziele mit einer Fluggeschwindigkeit von bis zu 3000 m/s gesteuert werden. Die Installierte Radarreichweite beträgt maximal 180 km und minimal 3 km. Im Suchmodus beträgt der Öffnungswinkel in der vertikalen Ebene 1 bis 73° und im Azimut 90°. Im Raketenleitmodus beträgt der vertikale Öffnungswinkel 1 bis 83° und im Azimut 120°. Obwohl das Radar im Azimut um 270° gedreht werden kann, sind für eine dauerhafte 360°-Abdeckung mindestens drei Feuereinheiten notwendig.
Das Radar sorgt ebenfalls für die Freund-Feind-Erkennung (IFF) durch elektronische Abfrage der Flugziele (Systembezeichnung: AN/TPX-46(V7); im Frequenzbereich 1030 und 1090 MHz) sowie den Aufbau eines Datenlinks zu abgefeuerten Lenkflugkörpern (Frequenzbereich: 4 bis 8 GHz). Diese Funktionen übernehmen separate Antenneneinheiten am unteren Teil des Antennenträgers. Weiterhin sind noch einige Module zur Nebenkeulenunterdrückung vorhanden, um Elektronischen Gegenmaßnahmen entgegenzuwirken.
Mit dem PAC-3-Upgrade Anfang der 2000er-Jahre kommt das verbesserte AN/MPQ-65-Multifunktionsradar zur Anwendung. Gegenüber dem Vorgängermodell wurde das Radar umfassend modernisiert (Hard- und Software). Durch die Verwendung einer zweiten Wanderfeldröhre und eines neuen Exciters konnten das durchsuchte Raumvolumen, die Zielidentifikation, Bedrohungserkennung sowie die maximale Zielgeschwindigkeit deutlich verbessert werden. Weiter wurde der vertikale Öffnungswinkel auf 89° erhöht. Das AN/MPQ-65-Multifunktionsradar arbeitet im C/G/H-Band.
Die Streitkräfte der Vereinigten Staaten beabsichtigen, die Radare AN/MPQ-53/-65 ab dem Jahr 2023[veraltet] durch das neue Radar Ghost Eye zu ersetzen. Früher wurde dieses Radar auch Lower Tier Air and Missile Defense System (LTAMDS) bezeichnet. Im Gegensatz zu den Systemen AN/MPQ-53/-65, die nur einen begrenzten Luftraum abtasten können, wird das Ghost Eye eine 360-Grad-Abdeckung und eine wesentlich größere Erfassungsreichweite bieten. Dies wird mit der Hauptantenne mit einer Größe von rund 2,7 × 4,0 m, sowie zwei kleineren Antennen, die seitlich nach hinten gerichtet sind bewerkstelligt. Während es sich bei den Radargeräten der Serien AN/MPQ-53/-65 um passive Arrays handelt, ist Ghost Eye ein Active Electronically Scanned Array (AESA) und verwendet Galliumnitrid (GaN)-Leistungsverstärker. Diese bieten im Vergleich zu früheren Systemen eine höhere Störfestigkeit, Strahlflexibilität und Leistungseffizienz. Die United States Army vergab im Oktober 2019 einen ersten Auftrag für sechs Ghost Eye-Einheiten, wobei die ersten Systeme Mitte 2021 für Test geliefert wurden. Weiter können auch die älteren AN/MPQ-53/-65 mit Galliumnitrid-Leistungsverstärkern nachgerüstet werden. Diese Radargeräte tragen dann die Bezeichnung MPQ-53/-65 Next/New Generation.
Zum Selbstschutz vor Anti-Radar-Lenkwaffen kann eine Feuereinheit mit einem AN/TLQ-32-Radarköder ausgestattet werden. Dieser kann die typischen Signaleigenschaften des MPQ-53/65 emulieren, um anfliegende Lenkflugkörper abzulenken.

### Antennenmastanlage (Antenna Mast Group (AMG))
Die Antenna Mast Group (AMG) (deutsch: Antennenmastanlage (AMA)) verbindet mehrere Patriot-Einheiten über bis zu vier Richtfunkstrecken über weite Strecken mit hoher Redundanz und Störfestigkeit. Die maximale Ausfahrhöhe des Antennenmastes beträgt 34 Meter, die maximale Reichweite der Anlage 50 Kilometer.

### Startgeräte (Launching Station (LS))
Die M901-Startgeräte können bis zu vier Lenkflugkörper der Varianten PAC-1/-2, aufnehmen. Mit dem PAC-3-Upgrade Anfang der 2000er-Jahre kommen die verbesserten M902 und M903-Startgeräte zur Anwendung. Diese Startgeräte können 16 Lenkflugkörper des Typs PAC-3 oder 12 des Typs PAC-3 MSE aufnehmen. Auch ist ein Mix von verschiedenen Lenkflugkörpern (GEM und PAC-3) möglich. Die Lenkflugkörper befinden sich in Transport- und Abschussbehältern und werden aus diesen gestartet. Die Startgeräte sind je nach EMCON-Status mittels VHF-Datenfunk und/oder Lichtwellenleiter mit dem Feuerleitstand verbunden. Der bei der Bundeswehr gebräuchliche Systemrahmen, auf dem das Waffensystem montiert ist, ermöglicht mitsamt dem Trägerfahrzeug eine Nivellierung des Systems auf unebenem Untergrund von 5° in Fahrtrichtung („cross-roll“) und 4° im rechten Winkel dazu (Fahrzeug-Querachse; „roll“). Weitere 5° können vom System (WCC = Weapon Control Computer) des Feuerleitstands ausgeglichen werden. Zum Herstellen der Feuerbereitschaft wird die Startgeräte-Plattform mit den Transport- und Abschussbehältern, in denen sich die Lenkflugkörper befinden, in einem Höhenwinkel von 38° aufgerichtet. Sie können um 110° nach rechts oder links zur Ausgangsstellung gedreht werden („clockwise“ und „counterclockwise“). Das Startgerät verfügt über eine eigene Stromversorgung mittels SEA (StromErzeugungsAnlage, 15 kW/400 Hz, max. 52A/Phase). Eine Feuereinheit verfügt über bis zu acht Startgeräte.

### Feuerleitstand (Engagement Control Station (ECS))
Das AN/MSQ-104 ist der Feuerleitstand des Patriot-Systems und eine der wenigen bemannten Komponenten. In der Ursprungsversion MSQ-4 war darin ein 24-Bit-Computer verbaut, welcher später mehrfach durch ein leistungsfähigeres Modell ausgetauscht wurde. Im ECS führen drei Bediener den Feuerkampf, wobei sie Anweisungen von der zentralen Feuerleitkabine ICC erhalten können. Das ECS ist aufgrund einer Vollklimatisierung überall einsetzbar und verfügt über einen kompletten ABC-Schutz. Im Feuerleitstand (ECS) ist der Tactical Control Officer (TCO) (Feuerleitoffizier), der Tactical Control Assistant (TCA) (Feuerleitassistent) sowie ein weiterer Soldat für die Kommunikation tätig. Mit dem PAC-3-Configuration-3-Upgrade Anfang der 2000er-Jahre kommt die verbesserte Ausführung AN/MSQ-132 zur Anwendung.

### Kampfführungsgefechtsstand (Information Coordination Central (ICC))
Das ICC ist der zentrale übergeordnete Gefechtsstand, in dem taktische Entscheidungen auf Kampfführungsebene (Ebene Bataillon) getroffen werden und anschließend an bis zu sechs Feuerleitstände (Ebene Feuereinheit) weitergegeben werden. Er verfügt außerdem über umfangreiche Kommunikationseinrichtungen (darunter Link 11B, Link 16, JTIDS, MIDS-LVT und ATDL-1), die es dem Kampfführungspersonal erlauben, mit vielen modernen Waffen-, Aufklärungs- und Führungsplattformen zu kommunizieren. Hierdurch können die Zieldaten schnell und sicher ausgetauscht werden. Im ICC ist der Tactical Director (TD) und der Tactical Director Assistant (TDA) tätig.

### Gefechtsstand (Command Post (CP))
Für den Einheitsführer steht eine weitere Kabine als Gefechtsstand zur Verfügung. Weitere Führungskabinen stehen für Wartungs- und Instandsetzungspersonal, Fernmelde- sowie Erkundungspersonal zur Verfügung.

### Stromversorgung

#### Strom-Erzeuger-Aggregat (Electric Power Plant (EPP))
Zur Stromversorgung des Radars und des Feuerleitstands (ECS) stehen auf diesem Fahrzeug zwei Generatoren (deutsch: Strom-Erzeuger-Aggregat (SEA)) mit jeweils 150 kW Leistung zur Verfügung.

#### Stromversorgungseinheit (Electric Power Unit (EPU))
Diese kleine Komponente sichert die Stromversorgung der Kampfführungskabine (ICC). Hierfür sind zwei Generatoren mit jeweils 30 kW Leistung zuständig.

## Varianten

### MIM-104A
Dies ist die 1984 eingeführte Basisversion mit dem TX486-Feststoffraketentriebwerk der Firma Thiokol. Das Raketentriebwerk hat eine Brenndauer von rund 11,5 Sekunden und entwickelt einen Startschub von 107,9 kN. Die Lenkwaffe ist mit einem analogen Radar-Näherungszünder ausgerüstet und der M248-Gefechtskopf erzeugt bei der Detonation Fragmente mit einem Gewicht von rund 2 Gramm. Die maximale Einsatzdistanz beträgt rund 70 km und die maximale Einsatzhöhe liegt bei rund 24.240 m. Es können Ziele bis zu einer maximalen Fluggeschwindigkeit von 1.100 m/s bekämpft werden.

### MIM-104B
Diese Variante, auch bekannt als SOJC (engl. „Standoff Jammer Counter“) wurde in den späten 1980er-Jahren eingeführt und ist auf die Bekämpfung von fliegenden Störsystemen ausgelegt. Der Lenkflugkörper fliegt hierzu eine optimierte Flugbahn und verwendet seinen passiven Radarsuchkopf, um die Störquelle anzufliegen (Home on Jam). Zu diesem Zweck wurde ein modifiziertes Navigationssystem installiert, wobei die Eigenschaften bei der Luftzielbekämpfung mit der MIM-104A identisch sind.

### MIM-104B PAC-1
Bei dem „Patriot Advanced Capability“-Upgrade handelt es sich hauptsächlich um eine softwarebasierte Kampfwertsteigerung, da lediglich das AN/MPQ-53-Radar modifiziert wurde. Die neue Software verwendet neue Algorithmen zur Erfassung und Verfolgung von ballistischen Kurzstreckenraketen. So konnte bei einem Test im September 1986 eine MGM-52 Lance-Kurzstreckenrakete abgefangen werden. Dabei traf Patriot die Lance-Rakete auf eine Distanz von 13 km in einer Höhe von knapp 8 km. Die MIM-104B PAC-1 ist seit Juli 1988 operationell. Da der Lenkflugkörper selbst nicht verändert wurde, erhielt er keine neue Bezeichnung gemäß dem MIM-104x-Schema.

### MIM-104C (PAC-2)

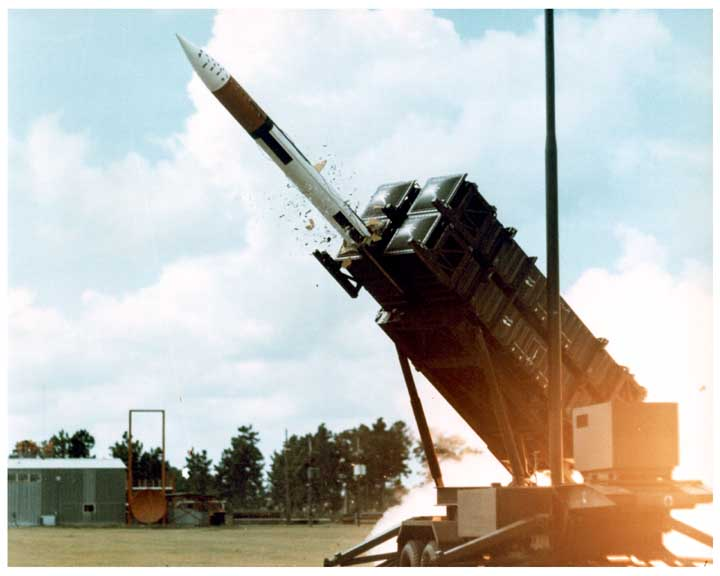
MIM-104C (PAC-2)

Diese Version bezeichnet die erste umfassende Kampfwertsteigerung des Patriot-Systems.
Wiederum wurden die Suchalgorithmen im Multifunktionsradar für die Erfassung und Verfolgung von ballistischen Kurzstreckenraketen verbessert. Der Lenkflugkörper ist mit einem neuen Raketentreibstoff mit einer höheren Energiedichte beladen. Dies führt zu einem höheren Startschub und einer größeren Fluggeschwindigkeit sowie größeren Reichweite. Weiter konnte die Reichweite auch durch eine optimierte Flugsteuerung erheblich vergrößert werden. Daneben wurden die Software, der Näherungszünder und auch der Gefechtskopf maßgeblich überarbeitet, um die Bekämpfung von ballistischen Raketen zu verbessern. Es wurde ein neuer digitaler Näherungszünder mit einem zweistrahligen Puls-Doppler-Radar verbaut. Weiter kommt ein neuer Gefechtskopf zur Anwendung, welcher bei der Detonation Fragmente mit einem Gewicht von rund 45 Gramm erzeugt. Der erste Teststart (gegen eine andere Patriot-Rakete) fand im November 1987 statt und die ersten MIM-104C-Systeme wurden Anfang der 1990er-Jahre in Dienst gestellt. Die maximale Einsatzdistanz beträgt rund 160 km und die maximale Einsatzhöhe liegt bei rund 24.384 m. Es können Ziele bis zu einer maximalen Fluggeschwindigkeit von 2.200 m/s bekämpft werden.

### MIM-104D (PAC-2 GEM)
Nachdem die PAC-2-Lenkflugkörper im Einsatz gegen ballistische Raketen deutliche Schwächen zeigten (Details siehe unten), wurde eine Kommission zur Analyse des Systems gebildet. Diese identifizierte den Näherungszünder als wesentliche Schwachstelle des Systems, da dieser oft zu träge war und so die Zündung des Sprengkopfes zu spät auslöste. Daher wurde bei der GEM-Variante (englisch: „Guidance Enhanced Missile“) ein neuer und erheblich schnellerer Radar-Näherungszünder installiert. Durch den Einbau eines moderneren Radarsuchers können nun Ziele mit einem deutlich kleinen Radarquerschnitt erfasst, verfolgt und bekämpft werden. Bei den bodengestützten Systemkomponenten wurde das Radar verbessert. Durch den Einbau eines neuen Datenlinks wurde die Platzierung der Startgeräte in bis zu 10 Kilometer Entfernung zum Feuerleitstand ermöglicht, wodurch der Verteidigungsbereich des Systems erhöht werden konnte. Die MIM-104D ist seit dem Jahr 1994 im Einsatz. Mit der MIM-104D können ballistische Mittelstreckenraketen mit einer Maximalreichweite von 1.000 km abgefangen werden. Diese können bis zu einer maximalen Fluggeschwindigkeit von 3.000 m/s bekämpft werden.

### MIM-104E (PAC-2 GEM+)
Diese Variante (umfasst die GEM-T- und GEM-C-Lenkflugkörper) stellt eine weitere Verbesserung der GEM-Lenkflugkörper dar. Es wurde ein neuer digitaler Näherungszünder und Radarsucher verbaut, die sich durch ein neues leistungsfähiges Rauschunterdrückungssystem auszeichnen. Hierdurch können noch kleinere Radarziele – zum Beispiel LO-Fluggeräte (Stealth) oder Marschflugkörper – bekämpft werden, als es mit der GEM-Version möglich war. Diese Variante verwendet zwei Lenkflugkörper, die sich lediglich im Zünder unterscheiden. Der Zünder der GEM-C ist zur Bekämpfung von Flugzeugen und Marschflugkörper optimiert. Der Zünder der GEM-T ist auf die Bekämpfung von ballistischen Raketen ausgelegt. Die Auslieferung an die United States Army begann im November 2002, die alle vorhandenen PAC-2-Lenkflugkörper mit dem „GEM+“-Upgrade versehen hat. Bis 2006 wurden 515 Lenkflugkörper modernisiert und im September 2010 erhielt die Army die 1000ste GEM-T-Lenkwaffe. Seit 2018 können die Lenkwaffen-Suchköpfe mit einem Galliumnitrid (GaN)-Leistungsverstärker nachgerüstet werden. Diese Nachrüstung verbessert die Zielerfassung und macht die Lenkwaffen nahezu wartungsfrei. Mit der MIM-104E können ballistische Mittelstreckenraketen mit einer Maximalreichweite von 1.000 km und einer Fluggeschwindigkeit von 3.000 m/s bekämpft werden.

### MIM-104F PAC-3

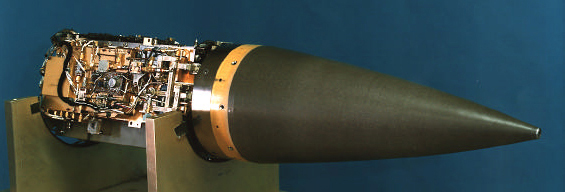
Teil des vorderen Steuerungssegments (inkl. Radom)

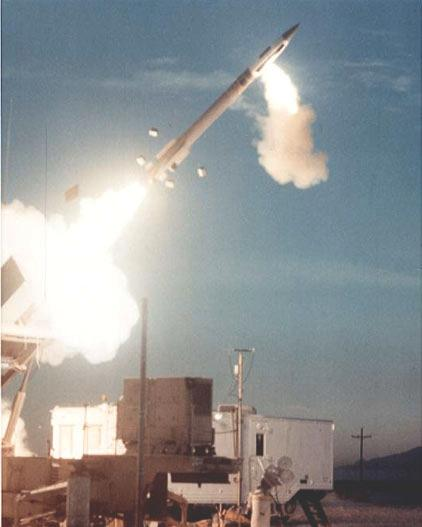
Eine PAC-3-Rakete kurz nach dem Start (man beachte die aktiven Schubdüsen im vorderen Segment)

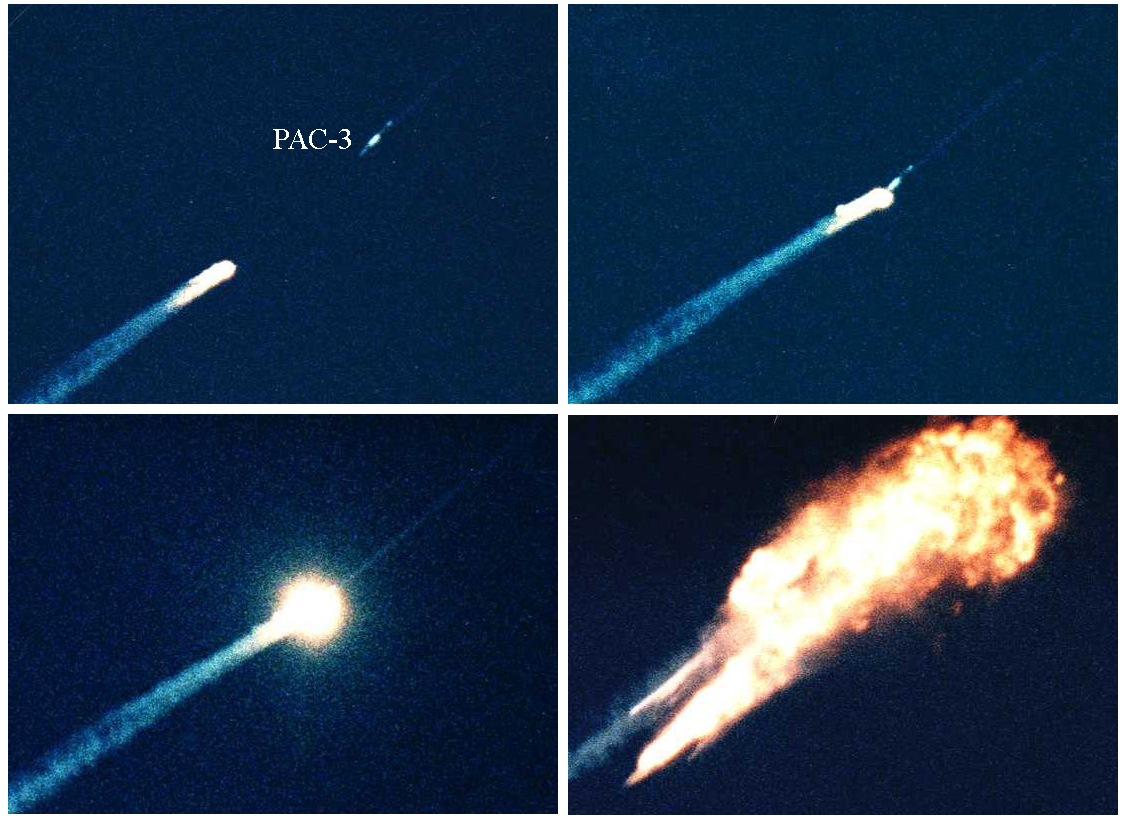
PAC-3-Abfangtest am 14. Oktober 2000

Diese Version bezeichnet eine weitere umfassende Kampfwertsteigerung des Patriot-Systems. Das Konzept der PAC-3 basiert auf dem Flexible Lightweight Agile Guided Experiment (FLAGE)-Programm der United States Army aus der Mitte der 1980er Jahre. Dabei wurden ballistische Raketen mit kleinen SRHIT-Abfangraketen durch Direkttreffer zerstört. Das Programm wurde daraufhin im Rahmen der Strategic Defense Initiative weitergeführt und die Abfangrakete wurde zum ERINT (Extended Range Interceptor) weiterentwickelt. Nach einer weiteren Testserie beschloss die US Army, die ERINT-Abfangrakete zu modifizieren und in das Patriot-System zu integrieren, womit im Frühling 1989 die eigentliche Entwicklung der PAC-3 begann. Dabei wurden die vorhandenen Patriot-Komponenten genutzt. Das Patriot-Multifunktionsradar wurde so modernisiert, dass es auch sehr schnelle Ziele und solche mit einem kleinen Radarquerschnitt erfassen und verfolgen konnte. Weiter wurde Patriot mit dem Joint Tactical Information Distribution System (JTIDS) ausgestattet, das die Kommunikation mit befreundeten Einheiten verbesserte. Die restlichen Patriot-Komponenten wie auch der Feuerleitstand wurden ebenso modernisiert oder bekamen ein Software-Upgrade. Die Raketentests mit dem modifizierten Patriot-System und dem ERINT-Lenkflugkörper begannen im September 1997. Dabei wurden zahlreiche Zieltypen simuliert. Neben den üblichen ein- und zweistufigen Kurzstreckenraketen kamen auch modifizierte Patriot-Raketen (Bez.: „Patriot-As-A-Target“, PAAT) in dieser Rolle zum Einsatz, um besonders kleine ballistische Ziele zu simulieren. Zur Simulation von höher entwickelten Raketen wurden auch mehrmals separierende und manövrierende Gefechtsköpfe abgefangen. Letztere basieren auf dem Modell, das bei der Pershing II zum Einsatz kam; sie werden als Storm II bezeichnet. Auch konventionelle, tieffliegende Luftziele und Marschflugkörper (simuliert durch MQM-107-Zieldrohnen) wurden in Tests erfolgreich abgefangen. Obwohl nicht alle Tests zufriedenstellend verliefen, bestellte die US Army bereits im Jahr 2000 die ersten MIM-104F Patriot PAC-3-Systeme. Das gesamte PAC-3-Programm kostete über 8,5 Mrd. US-Dollar.
Die MIM-104F PAC-3 wurde im Jahr 2001 bei der US Army in Dienst gestellt und im August 2002 war die erste Batterie operationell. Das Herzstück der PAC-3 sind das modifizierte Multifunktionsradar und der neue PAC-3-Lenkflugkörper. Das AN/MPQ-53-Multifunktionsradar, das nun die Bezeichnung AN/MPQ-65 trägt, wurde umfassend modernisiert und hat nun bessere Eigenschaften bei der Identifizierung von ballistischen Zielen und bei der Unterdrückung von Clutter und Elektronischen Gegenmaßnahmen. Außerdem verfügt es über eine rund 30 % größere Reichweite. Daneben sind nun alle Schnittstellen voll digital ausgebaut. Durch den Einbau eines neuen Datenlinks wird die Platzierung der Startgeräte in bis zu 30 Kilometer Entfernung zum Feuerleitstand ermöglicht. Der PAC-3-Lenkflugkörper wurde speziell zur Bekämpfung von ballistischen Raketen entworfen, kann aber auch konventionelle Luftziele bekämpfen, wobei er allerdings durch seine geringe Reichweite in dieser Rolle eingeschränkt wird. Außerdem wirken sich die höheren Kosten des PAC-3-Lenkflugkörpers ungünstig im Feuerkampf gegen konventionelle Flugzeuge aus, da die GEM-Lenkflugkörper der Vorgängermodelle diesem Zweck genügen. Der PAC-3-Lenkflugkörper verwendet ein Raketentriebwerk mit zwei unterschiedlichen Schubstufen für die Startphase und den Marschflug. Dabei erreicht er eine Fluggeschwindigkeit von bis zu Mach 5. Die PAC-3 soll ballistische Raketen durch einen direkten Treffer (englisch: „Hit-To-Kill“) zerstören, und somit eine sichere Zerstörung deren Gefechtskopfes gewährleisten. Dabei kann der Lenkflugkörper durch seinen Splittersprengkopf mit Näherungszünder auch bei knappen Vorbeiflügen eine Vernichtung des Ziels sicherstellen. Um die nötige Präzision für ein direktes Abfangmanöver zu gewährleisten, wurden 180 kleine Querschubdüsen sowie ein aktiver Ka-Puls-Doppler-Radarsucher in der Zelle der PAC-3-Lenkflugkörper verbaut. Der aktive Radarsuchkopf arbeitet auf einer Frequenz von 35 GHz und wird im finalen Zielanflug für die letzten 2 Sekunden aktiviert. Die kleinen Abmessungen des PAC-3-Lenkflugkörper ermöglichen es, einen PAC-2-Lenkflugkörper-Kanister durch einen Kanister mit vier PAC-3-Lenkflugkörpern zu ersetzen. Das neue M903-Startgerät kann bis zu 16 PAC-3-Lenkflugkörper aufnehmen gegenüber vier Startkanistern mit PAC-2-Lenkflugkörper. Auch kann ein M903-Startgerät mit unterschiedlichen Lenkflugkörpern beladen werden. So ist eine Beladung mit drei PAC-2-Lenkflugkörpern sowie vier PAC-3-Lenkflugkörper möglich. Die von der Bundeswehr eingesetzten Fahrzeuge sind aus Gewichtsgründen nur mit acht PAC-3-Lenkflugkörpern beladen. Im Jahr 2020 wurde die Produktion der PAC-3 Configuration 3 eingestellt und es wird nur noch die PAC-3 MSE produziert. Mit der Einführung der PAC-3 MSE wurde die Ausführung PAC-3 in PAC-3 CRI umbenannt. CRI steht für Cost Reduction Initiative. Mit der PAC-3 können ballistische Mittelstreckenraketen auf eine Distanz von 30 km bekämpft werden. Die maximale Distanz bei der Flugzeugbekämpfung wird mit 45 km und die maximale Einsatzhöhe mit 20.000 m angegeben. Die Reichweite der PAC-3 unterliegt seit dem Projektstart der Geheimhaltung und die tatsächliche Reichweite ist vermutlich deutlich größer.

### PAC-3 MSE

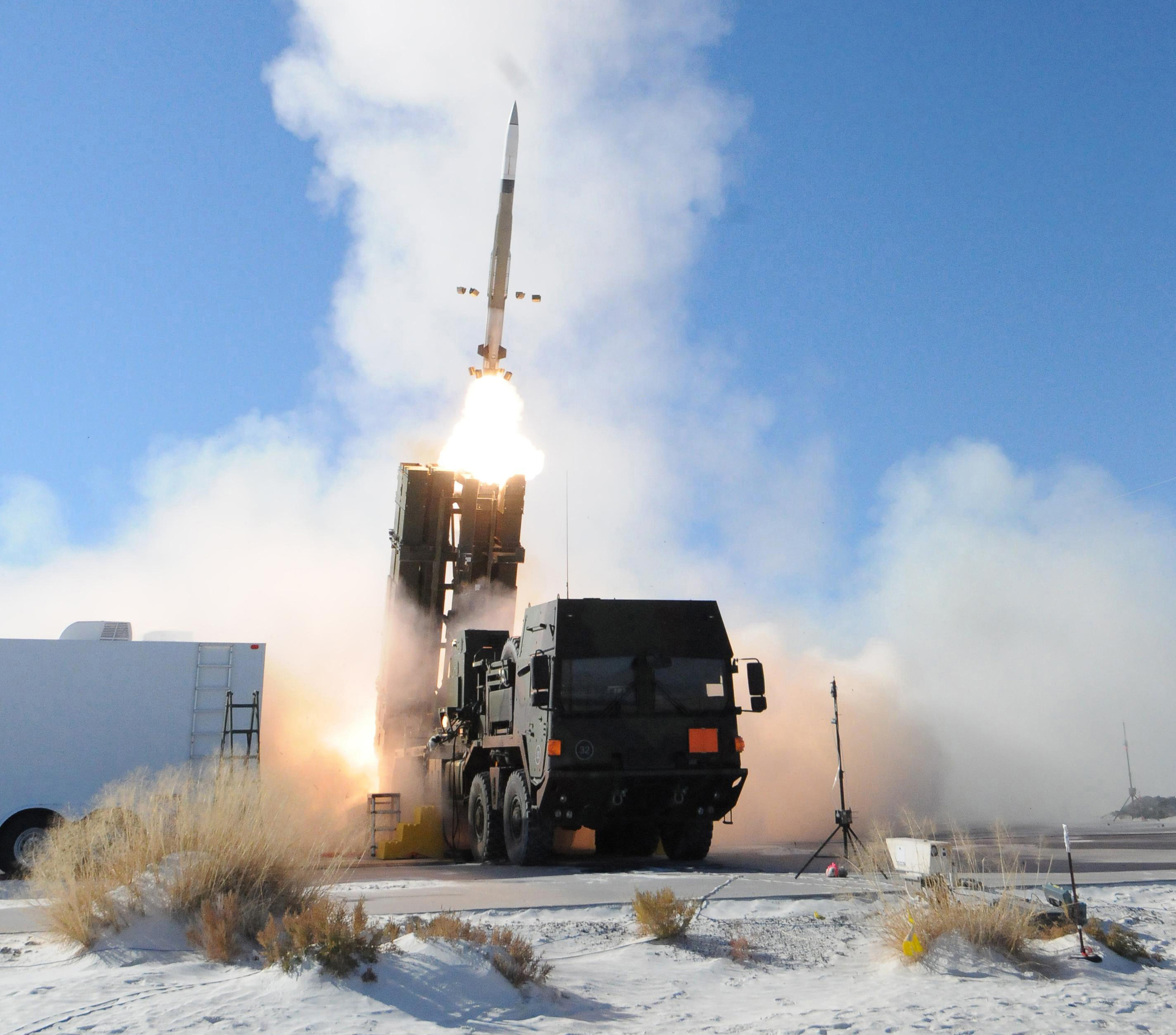
Start eines PAC-3 MSE-Lenkflugkörpers ab dem MEADS-System

Dies ist die zweite Serienversion der PAC-3, die seit 2007 entwickelt wurde und seit August 2016 im Dienst steht. Bei dieser Variante (englisch: „Missile Segment Enhancement“) handelt es sich um eine umfassende Kampfwertsteigerung des PAC-3-Systems. Dabei wurde das Radar verbessert und trägt nun die Bezeichnung AN/MPQ-65A. Dieses hat nun eine Schnittstelle und ein Datenlink zu dem THAAD-System. Damit sind eine verbesserte vernetzte Operationsführung sowie der gleichzeitige Feuerkampf mit dem THAAD-System möglich. Weiter kommt ein neuer Lenkflugkörper zur Anwendung. Bei diesem wurden Teile vom Suchkopf sowie der Elektronik vom Vorgängermodell übernommen. Der Antrieb erfolgt neu mit einem Doppelpulsmotor mit einem vergrößerten Durchmesser von 304 mm. Dieser neue Raketenmotor soll die maximale Reichweite um rund 50 % vergrößern. Der Doppelpulsmotor kann nach dem Ausbrennen der ersten Sektion des Feststoffraketentriebwerks pausieren, so dass der weitere Marschflug antriebslos erfolgt. Während des Marschfluges wird die Lenkwaffe weiter über den Datenlink mit Daten des Multifunktionsradars versorgt. Die Steuerung erfolgt in dieser Flugphase hierbei mit dem Inertialen Navigationssystem. Für den Endanflug wird das Raketentriebwerk wieder gezündet, was der Lenkwaffe im Endanflug eine hohe Agilität mit großen Energiereserven verleiht. Um eine bessere Manövrierfähigkeit zu erreichen, wurden die Steuerflächen vergrößert und verstärkt. Daneben wurden auch neue Thermalbatterien und Aktuatoren verbaut. Außerdem kommt ein modernerer Datenlink zur besseren Kommunikation zwischen Lenkflugkörper und Feuerleitstand zur Anwendung. Das Upgrade setzt keinerlei Änderungen an den Startgeräten voraus. Allerdings können infolge des größeren Lenkflugkörper-Durchmessers nur noch 12 Lenkflugkörper auf das M903-Startgerät montiert werden. Wiederum ist auch ein Mix von unterschiedlichen Lenkwaffentypen auf dem Startgerät möglich. Weiter kann der PAC-3 MSE-Lenkflugkörper auch vom THAAD-System gestartet werden. PAC-3 MSE ist neben den GEM-Lenkflugkörpern der einzige Patriot-Lenkflugkörper der zurzeit produziert wird. Dabei soll PAC-3 MSE alle vorgängigen PAC-3-Systeme ersetzen. Der PAC-3 MSE-Lenkflugkörper sollte auch beim MEADS-System zum Einsatz kommen. Mit der PAC-3 MSE können ballistische Mittelstreckenraketen auf eine Distanz von 35 km und in einer Höhe von bis zu 34.100 m abgefangen werden. Flugzeuge können auf eine Distanz von über 70 km sowie in Flughöhen von bis zu 24.600 m bekämpft werden. Die Reichweite der PAC-3 MSE unterliegt der Geheimhaltung und die tatsächliche Reichweite ist vermutlich deutlich größer.

### PAAC-4
Im August 2013 begannen Raytheon und Rafael Advanced Defense Systems mit der Beantragung von Mitteln für ein Patriot-Abfangsystem der vierten Generation mit der Bezeichnung Patriot Advanced Affordable Capability-4 (PAAC-4). Das System soll den Stunner-Abfanglenkflugkörper aus dem gemeinsam finanzierten David’s Sling-Programm mit Patriot-PAC-3-Radar, -Werfern und -Kontrollstationen verbinden. Der zweistufige, multimodefähige Stunner soll die einstufigen, radargesteuerten PAC-3-Raketen des Herstellers Lockheed Martin ersetzen. Regierungs- und Industriequellen behaupten, dass der auf Stunner basierende PAAC-4-Abfanglenkflugkörper eine verbesserte operative Leistung zu 20 Prozent der 2 Millionen Dollar Stückkosten der von Lockheed gebauten PAC-3-Raketen bieten wird. Die Unternehmen bemühen sich um eine Finanzierung durch die US-Regierung in Höhe von 20 Millionen Dollar, um die Kosten- und Leistungsansprüche mit einem Prototyp des PAAC-4-Systems zu demonstrieren. Israelische Programmverantwortliche haben erklärt, dass eine frühere Kooperationsvereinbarung zwischen Raytheon und Rafael es dem US-Unternehmen ermöglichen würde, den Status des Hauptauftragnehmers zu übernehmen und mindestens 60 Prozent der Stunner-Rakete in den Vereinigten Staaten zu produzieren. Die Missile Defense Agency hat erklärt, dass die US-Armee den Einsatz von Stunner als mögliche Lösung für künftige militärische Anforderungen der USA in Betracht zieht. Im Jahr 2016 gab Raytheon bekannt, dass das Unternehmen die Genehmigung erhalten hatte, SkyCeptor, ein Stunner-Derivat, als Teil des polnischen Patriot-Angebots anzubieten. Im März 2017 wurde bekannt gegeben, dass Polen acht Patriot-Batterien anschaffen wird, wobei der Großteil der eingesetzten Raketen SkyCeptor und nur eine kleine Anzahl von Patriot PAC-3 MSE-Raketen sein sollen.

### Technische Daten der Lenkflugkörper
| System                              | MIM-104A/B PAC-1                          | MIM-104C/D PAC-2                          | MIM-104F PAC-3                            | MIM-104F PAC-3 MSE                        |
| ----------------------------------- | ----------------------------------------- | ----------------------------------------- | ----------------------------------------- | ----------------------------------------- |
| Einführungsjahr                     | 1984                                      | 1990                                      | 2001                                      | 2016                                      |
| Länge                               | 5,18 m                                    | 5,18 m                                    | 5,20 m                                    | 5,20 m                                    |
| Startgewicht                        | 914 kg                                    | 998 kg                                    | 312 kg                                    | 373 kg                                    |
| Durchmesser                         | 406 mm                                    | 406 mm                                    | 254 mm                                    | 304 mm                                    |
| Spannweite                          | 850 mm                                    | 920 mm                                    | 510 mm                                    | 920 mm                                    |
| Antrieb                             | 1 Stufe, Feststoffraketentriebwerk        | 1 Stufe, Feststoffraketentriebwerk        | 1 Stufe, Feststoffraketentriebwerk        | Feststoff-Doppelpulsmotor                 |
| Vernichtungszone Luftziel           | 3–70 km                                   | 3–160 km                                  | über 45 km                                | über 70 km                                |
| Vernichtungszone ballistisches Ziel | k. A.                                     | ~15 km                                    | 30 km                                     | 35 km                                     |
| Einsatzhöhe Luftziel                | 60–24.240 m                               | 60–24.384 m                               | 50–20.000 m                               | 24.603 m                                  |
| Einsatzhöhe ballistisches Ziel      | k. A.                                     | ~10.000 m                                 | 15.000 m                                  | 34.137 m                                  |
| Belastbarkeit                       | kontinuierlich 20g kurzzeitig 30g         | k. A.                                     | k. A.                                     | k. A.                                     |
| Fluggeschwindigkeit                 | Mach 3                                    | Mach 4                                    | Mach 5                                    | k. A.                                     |
| Lenkung                             | Trägheitsnavigation + Datenlink           | Trägheitsnavigation + Datenlink           | Trägheitsnavigation + Datenlink           | Trägheitsnavigation + Datenlink           |
| Zielortung                          | SARH + TVM                                | SARH + TVM                                | aktives Ka-Band-Radar                     | aktives Ka-Band-Radar                     |
| Gefechtskopf                        | 90 kg Splittergefechtskopf                | 91 kg Splittergefechtskopf                | 73 kg Splittergefechtskopf                | 73 kg Splittergefechtskopf                |
| Zündung                             | Aufschlagzünder & Radar-Annäherungszünder | Aufschlagzünder & Radar-Annäherungszünder | Aufschlagzünder & Radar-Annäherungszünder | Aufschlagzünder & Radar-Annäherungszünder |

Quellen:

## Kosten
Ein Patriot-System ohne Raketen kostet 400 Millionen US-Dollar. Davon entfallen 10 Millionen US-Dollar auf ein Startgerät. Jedoch übersteigen die Produktionskosten für ein Patriot-Raketenarsenal die Produktionskosten eines Patriot-Systems ohne Raketen. Die Stückkosten einer PAC-3 Rakete liegen, je nach Variante, zwischen 3,4 und 8 Millionen US-Dollar. Das US-Außenministerium genehmigte im Jahr 2018 den Export eines mit Raketen ausgestatteten Patriot PAC-3-Systems für 3,5 Milliarden US-Dollar an die Türkei.
NATO-Generalsekretär Mark Rutte forderte Anfang Januar 2025 einen leichteren Zugang Europas zu amerikanischen Rüstungsgütern. Als ein Beispiel nannte Rutte die Nachfrage von europäischen NATO-Partnern nach Patriot-Raketenabwehrsystemen („Sie kosten zwei Milliarden pro Stück. Das ist enorm viel Geld für die USA und für die US-Wirtschaft“). Derzeit brauche es enorm lange, um Patriot-Systeme nach Europa zu bringen. Die USA könnten noch viel mehr Waffen an NATO-Partner exportieren, wenn die US-Verteidigungsindustrie liberalisiert und mehr geöffnet wäre und deren Export nicht von US-Kongress, US-Verteidigungsministerium und US-Regierung genehmigt werden müsste.

## Produktion in Deutschland
Das europäische Rüstungsunternehmen MBDA hat mit Raytheon ein Joint-Venture gegründet, um in Schrobenhausen eine Produktion für Patriot-Raketen des Typs GEM-T aufzubauen.
Im Dezember 2023 bewilligte der Haushaltsausschuss des Deutschen Bundestages 3 Milliarden Euro, um 500 Patriot-Flugkörper zu beschaffen. Sie sollen in den Jahren 2027 bis 2033 ausgeliefert werden. Nachdem der Präsident der USA Donald Trump zugestimmt hat, dass Deutschland und andere NATO-Staaten Patriot-Systeme für einen Einsatz in der Ukraine kaufen dürfen, geht man von einem Lieferauftrag für MDBA von 1.000 Systemen aus.

## Gefechtsgliederung
Eine Patriot-Feuereinheit (in Deutschland als Staffel bezeichnet) besteht aus einem Multifunktionsradar Radar Set (RS), einem Feuerleitstand (ECS), drei bis acht Startgeräten (LS), einer Antennenmastanlage (AMG) und Stromversorgungseinheiten.
Ein Patriot-Bataillon besteht aus bis zu sechs Feuereinheiten. Auf Stufe Bataillon befinden sich der Kampfführungsgefechtsstand (ICC), die Taktische Kommandostation (TCS), die dazugehörige Antennenmastanlage (AMG) und Stromversorgungseinheiten.

## Patriot in Deutschland, Polen und der Ukraine

### United States Army
Im Januar 1985 wurde vom „32nd Army Air Defense Command“ (32nd AADCOM) erstmals das Patriot-System der US Army in Europa stationiert.

### Bundeswehr

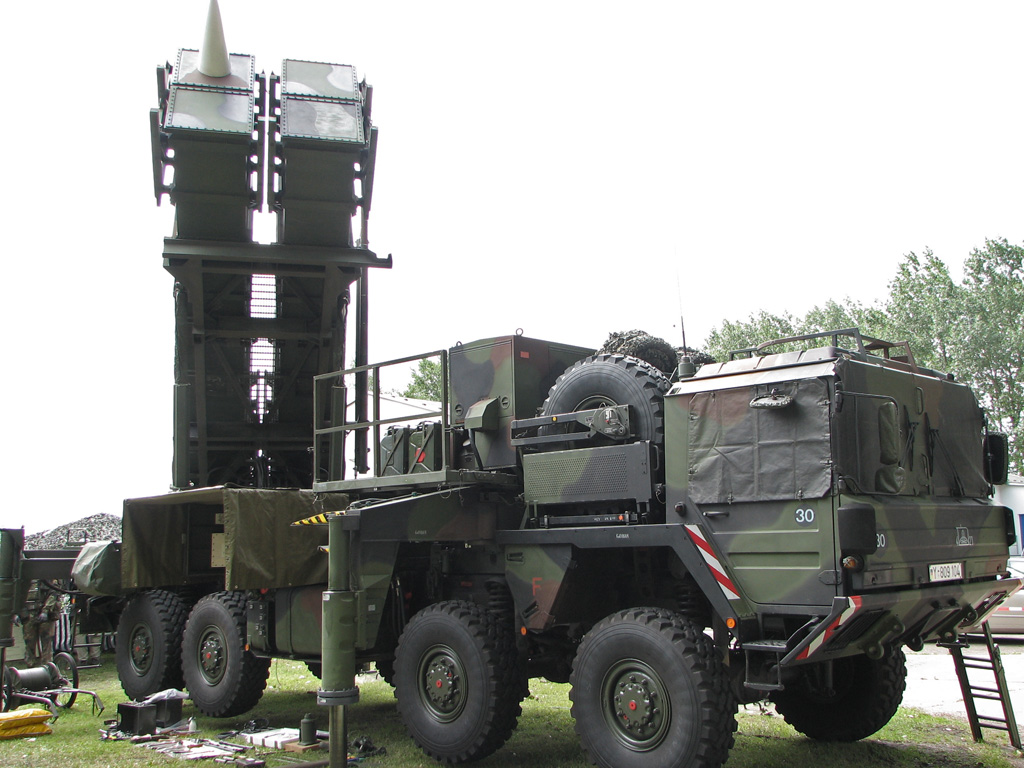
Patriot-Startgerät M903 der deutschen Luftwaffe.

Die Bundeswehr rüstete ab 1989 die zwölf Flugabwehrraketenstaffeln der Luftwaffe mit Patriot aus. Die eingeführten Systeme sind ausschließlich auf Lkw des Herstellers MAN montiert und mit deutschem Beistellgerät (Stromversorgungs-, Funk- und Klimaanlagen) versehen. Zusätzliche 24 von den USA finanzierte Systeme (ebenfalls in deutscher Version) wurden im Rahmen des Patriot-Roland-Abkommens betrieben. Nach dem Auslaufen des Abkommens hat die Luftwaffe die US-amerikanischen Systeme in ihren Bestand übernommen. Zu diesem Zeitpunkt hatte die Bundeswehr 30 Staffeln mit 2550 MIM-104A-Lenkflugkörpern im Bestand. Nach mehreren Umstrukturierungen und Reduzierungen waren seit dem 1. Januar 2006 insgesamt 24 Staffeln im operativen Einsatz – bei einem vermuteten Gesamtbestand von 192 Startgeräten. Zwischen 2008 und 2010 wurden 13 Staffeln auf Stand MIM-104F PAC-3 umgerüstet und es wurden zusätzlich moderne PAC-3 Cost Reduction Initiative (CRI) Lenkflugkörper beschafft. Im Jahr 2020 verfügte das Flugabwehrraketengeschwader 1 noch über 12 Staffeln. Im Zulauf ist die verbesserte Variante PAC-3 MSE, deren Beschaffung bereits 2019 beschlossen wurde. Notwendige Änderungen am Startgerät M903 wurden erfolgreich getestet.
Jede Staffel verfügt über einen Feuerleitstand (ECS), eine Stromversorgungsanlage (EPP), ein Multifunktionsradargerät (RS), acht Startgeräte (LS) mit je vier Flugkörpern und einen Richtfunktrupp mit Generatoren und Antennenmastanlage (AMA). Als Reserve-Beladung stehen für jede Staffel 32 Lenkflugkörper in Luftwaffendepots zur Verfügung. Die Bestückung der Startgeräte erfolgt nach Bedarf: MIM-104 A–D: maximal vier LFK; PAC 3: acht (in je zwei „four-packs“). Aus straßenverkehrsrechtlichen Gründen (Überschreitung des zulässigen Gesamtgewichts des Startgeräts) wurde auf die maximale Beladung von 16 LFK PAC 3 in der deutschen Version verzichtet. Eine Aufnahme von mehr als zwei „four-packs“ (acht PAC 3-LFK) ist auch aufgrund fehlender Anschlussmöglichkeiten an Signal- und Steuerkabeln nicht möglich.
Während des russisch-ukrainischen Krieges vereinbarte Deutschland mit Polen, drei Patriot-Startgeräte der Bundeswehr im Jahr 2023 nach Polen (in die Woiwodschaft Lublin) zu verlegen. Bis Ende 2023 wurden zudem zwei Systeme an die Ukraine übergeben.
Im März 2024 beschloss der Haushaltsausschuss des Bundestages die Bestellung von vier neuen Systemen sowie die Umrüstsätze der Patriot-Radargeräte. Zwei der vier Systeme werden dabei aus dem Sondervermögen Bundeswehr finanziert, um die zwei an die Ukraine abgegebenen Systeme zu ersetzen. Die Auslieferung soll bereits 2025 beginnen und bis 2029 abgeschlossen werden. Die Bestellung folgt dem Abschluss eines Rahmenvertrages durch die NATO Support and Procurement Agency (NSPA) über die Beschaffung von (zunächst) 800 Flugkörpern PAC2 GEM-T für 4 NATO-Staaten (Deutschland, Niederlande, Rumänien und Spanien) von denen Deutschland 500 Flugkörper im Wert von drei Milliarden Euro (100 Flugkörper als Nachbeschaffung für Abgaben an die Ukraine) erhält. Die Lieferung weiterer 400 Flugkörper für 2,4 Milliarden Euro ist geplant.
Mitte April 2024 kündigte das Bundesministerium der Verteidigung an, der Ukraine zeitnah ein weiteres Patriot-System aus dem Bestand der Bundeswehr zu liefern. Nach Angaben des Bundesministerium der Verteidigung reduziert sich die Anzahl der für die Bundeswehr verfügbaren Systeme damit auf neun.
Im Juli 2024 wurde die Bestellung von vier weiteren Patriot-Systemen sowie 100 weiteren PAC2-GEM-T-Flugkörpern für die Bundeswehr beschlossen. Der Beschaffungsumfang enthält vier Radargeräte, fünf Feuerleitstände, 30 Startgeräte und vier abgesetzte Kampfführungsanlagen, vier Stromversorgungsanlagen sowie 39 Sattelzugmaschinen von Rheinmetall. Alle damit acht bestellten Systeme sollen im Zeitraum 2025 bis 2029 zulaufen. Die bestellten Flugkörper stammen jedoch nicht aus dem o. g. NSPA-Vertrag, sondern werden direkt vom Hersteller bezogen. Nach der bisherigen Abgabe von drei Systemen (s. o.) und der Neubeschaffung von insgesamt acht Systemen würde die Bundeswehr ab 2029 über 17 Patriot-Systeme verfügen.
Im August 2024 wurden 600 Lenkflugkörper vom Typ PAC-3 MSE bestellt.

## Patriot in der Schweiz
Im Zuge des Air2030-Programms beschloss die Schweizer Armee die Beschaffung eines neuen Flugabwehr-Lenkwaffensystems. Gefordert wurde ein Flugabwehrsystem, das u. a. eine Fläche von mindestens 15.000 km² gegen Luftangriffe schützen kann. Nach der Ausschreibung und der Prüfung der Angebote fiel der Entscheid zu Gunsten der MIM-104 Patriot. Gemäß dem Angebot von Raytheon vom September 2020 beschafft die Schweiz die folgenden Komponenten: 5 modernisierte Patriot Configuration-3+-Feuereinheiten, bestehend aus 5 AN/MPQ-65 Multifunktionsradars, 5 AN/MSQ-132 Gefechtskontrollstationen, 17 M903 Startgeräte, bis zu 70 Patriot MIM-104E GEM-T Lenkflugkörper, 7 Antennenmastgruppen, 5 Stromversorgungseinheiten (EPP) III, und 6 multifunktionale Informationsverteilungssysteme (MIDS-LVT). Das Auftragsvolumen beläuft sich auf 2,2 Mrd. US-Dollar.
Im Zusammenhang mit dem russischen Überfall auf die Ukraine 2022 bestellte die Schweiz im November 2022 zusätzlich 72 PAC-3 MSE Lenkflugkörper für 300 Mio. Schweizer Franken. Für bauliche Massnahmen im Zusammenhang mit Einführung des Patriot-Systems sind Investitionen in der Höhe von 66 Mio. Schweizer Franken vorgesehen. Die Einführung der Patriot soll im Rahmen der Foreign Military Sales (FMS) ab 2027 beginnen. Die erste Einsatzbereitschaft des Patriot-Systems soll Ende 2029 erreicht sein, die volle Einsatzbereitschaft Ende 2031. Ab dann sollen drei Patriot-Feuereinheiten den Schweizer Luftraum schützen und die weiteren Feuereinheiten für die Ausbildung verwendet, bzw. in Reserve gehalten werden. Die Truppen sollen auf dem Waffenplatz Emmen sowie auf den Übungsplätzen Bettwil (Kanton Aargau) und Menzingen (Kanton Zug) ausgebildet werden. Weiter beabsichtigt Raytheon, gemeinsam mit RUAG und Rheinmetall Air Defence ein europäisches Patriot-Regionalzentrum für Wartung, Reparatur und Überholung in der Schweiz zu errichten.

## Nutzer
- Bahrain – PAC-2, PAC-3 MSE
- Deutschland – PAC-2, PAC-3, PAC-3 MSE
- Griechenland – PAC-2, PAC-3
- Israel – PAC-2
- Japan – PAC-2, PAC-3, PAC-3 MSE
- Jordanien – PAC-2
- Katar – PAC-2, PAC-3 MSE
- Kuwait – PAC-2, PAC-3
- Niederlande – PAC-2, PAC-3
- Polen – PAC-2, PAC-3 MSE
- Rumänien – PAC-2, PAC-3 MSE[70]
- Saudi-Arabien – PAC-2, PAC-3
- Schweden – PAC-2, PAC-3 MSE
- Schweiz – PAC-2, PAC-3 MSE
- Spanien – PAC-2
- Südkorea – PAC-2, PAC-3
- Taiwan – PAC-2, PAC-3
- Ukraine – PAC-2 oder PAC-3[71][70]
- Vereinigte Staaten – PAC-2, PAC-3, PAC-3 MSE
- Vereinigte Arabische Emirate – PAC-2, PAC-3

Quellen:

## Kriegseinsätze seit 1991

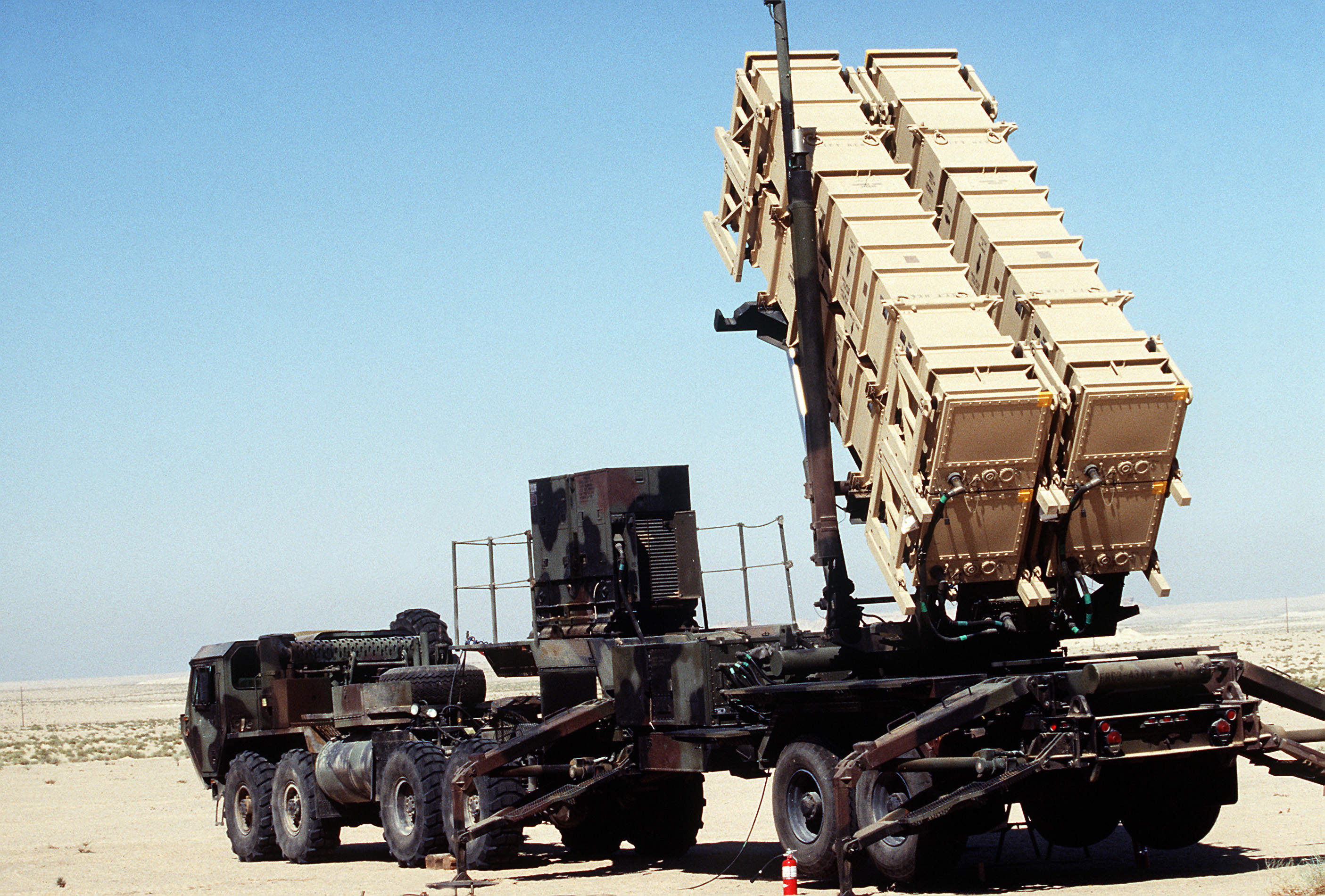
Patriot-Startgerät (US-Version) während „Desert Storm“

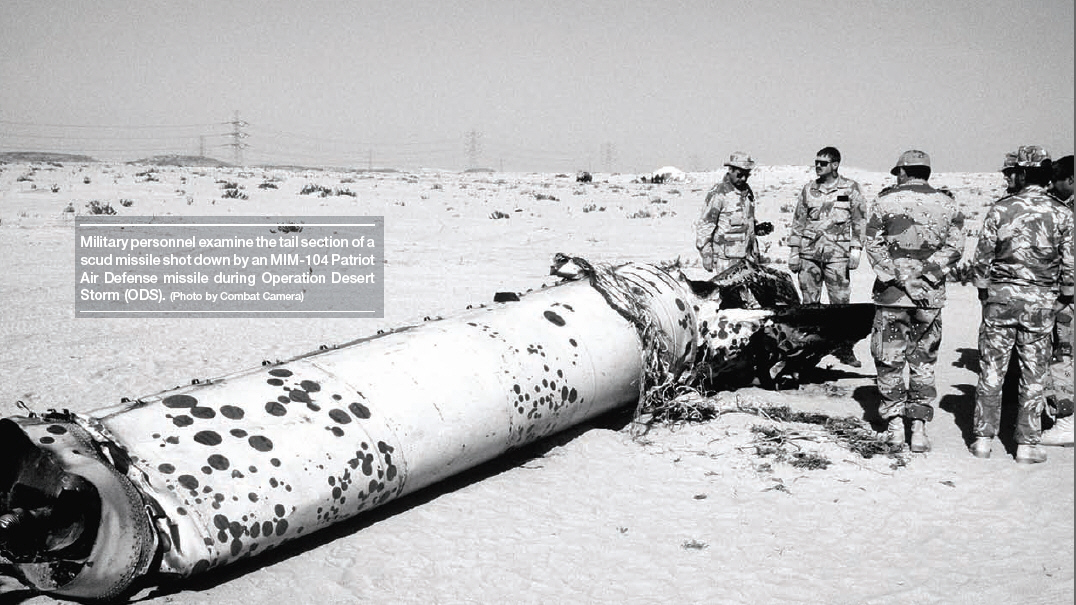
Trümmer einer durch Patriot während des Zweiten Golfkrieges abgeschossenen Scud-Rakete

### Golfkrieg 1991
Im Zweiten Golfkrieg hatten Patriot-Systeme der US Army die Aufgabe, angreifende irakische R-17 Elbrus (NATO-Codename „SS-1c Scud-B“)- und „Al-Hussein“-Raketen abzufangen. Das Konzept der Abwehr ballistischer Raketen war schon lange von den Großmächten verfolgt, aber noch nie im realen Einsatz erprobt worden. Berichten zufolge soll der erste Kampfeinsatz am 18. Januar 1991 erfolgt sein, wobei eine auf Saudi-Arabien abgefeuerte Scud erfolgreich zerstört worden sein soll. Im Verlauf des Krieges wurden weitere 40 irakische Scuds mit Patriot-LFK bekämpft – der Erfolg dieser Einsätze ist ebenfalls bis heute umstritten. Diese Berichte und weitere Aussagen über den Erfolg der Patriot gegen ballistische Ziele im Irak-Krieg von 1991 werden von zahlreichen Untersuchungen in Zweifel gezogen:
- Im Februar 1991 traf eine irakische Scud eine Kaserne der US Army in Dhahran in Saudi-Arabien und tötete 28 Soldaten. Die folgende Untersuchung ergab, dass die Patriot-Batterie in Dharan den Flugkörper durchaus erkannt hatte, das Tracking der irakischen Rakete jedoch fehlschlug. Ursache war ein Softwarefehler im Steuercomputer, der zu einer mit zunehmender Laufzeit immer stärker abweichenden Positionsbestimmung des Ziels führte. Zum Zeitpunkt des Angriffs lief das Patriot-System bereits seit über 100 Stunden, so dass der Radarstrahl um mehr als einen halben Kilometer von der tatsächlichen Position der feindlichen Rakete abwich und das Radar-Set somit am falschen Ort nach der Scud suchte. Infolge dieses Fehlers wurde keine Abwehrrakete abgefeuert.[79][80]

- Die US Army gab anfangs eine Erfolgsrate („success rate“) für Scud-Abschüsse von 80 Prozent in Saudi-Arabien und 50 Prozent in Israel an, später nur noch 70 Prozent beziehungsweise 40 Prozent. Bei einem Besuch bei dem Patriot-Hersteller Raytheon erklärte US-Präsident George H. W. Bush: „42 Scuds engaged, 41 intercepted!“,[81] was einer Erfolgsquote von 97,6 Prozent entspräche. Am 7. April 1992 hieß es dagegen in einer unabhängigen Untersuchung, das Patriot-System habe eine Erfolgsquote von „unter 10 Prozent“ erreicht. In dem abschließenden Bericht hieß es: „Das Patriot-Raketensystem hatte im Golfkrieg nicht den spektakulären Erfolg, der der US-amerikanischen Öffentlichkeit weisgemacht wurde. […] Öffentlichkeit und Kongress wurden durch […] die Regierung und durch Raytheon-Vertreter während und nach dem Krieg irregeleitet.“ Auch in weiteren Berichten wurden die Erfolgszahlen kritisch kommentiert.

Bei der Bekämpfung von bemannten Flugzeugen hat sich Patriot zwar als technisch erfolgreich erwiesen – die drei in den beiden Golfkriegen auf Flugzeuge abgefeuerten Raketen trafen ihre Ziele –, allerdings handelte es sich jeweils um Friendly Fire, also um den irrtümlichen Abschuss von Kampfflugzeugen der US-geführten Koalitions-Streitkräfte (darunter ein britischer Tornado).

### Erfolge gegen irakische ballistische Raketen 2003
Im zweiten Irak-Krieg erreichten die inzwischen zu PAC-3 aufgerüsteten Systeme unbestritten gute Erfolgsquoten mit 11 abgeschossenen Kurzstrecken-Raketen des Typs „Al-Samoud-2“ und „Ababil-100“. Mittelstreckenraketen wie im ersten Irak-Krieg kamen auf irakischer Seite nicht zum Einsatz. Die Patriot-Einheiten bewegten sich erfolgreich mit der Front, um die vorgerückten Truppen zu schützen und den Luftraum zu überwachen.

### Einsatz an der türkisch-syrischen Grenze 2012/2013
Im November 2012 begannen Verhandlungen zwischen der NATO und der Regierung des Mitgliedsstaates Türkei, um Patriot-Systeme an die türkisch-syrische Grenze zu verlegen. Im November 2012 wurde von der Türkei ein offizielles „Hilfegesuch“ gestellt.
Anfang Dezember 2012 beschloss die NATO die Verlegung von Patriot-Luftabwehrsystemen an die türkisch-syrische Grenze. Der deutsche Bundestag stimmte der Entsendung deutscher Soldaten am 14. Dezember 2012 zu. Deutschland, die Niederlande und die USA stellten seit Januar 2013 die Systeme und deren Bedienmannschaften für den Einsatz Active Fence Turkey zur Verfügung. Die Abwehrraketen sollten ausschließlich zum Schutz und zur Verteidigung des NATO-Bündnispartners Türkei dienen. Sie durften nicht eingesetzt werden, um eine Flugverbotszone über Syrien zu errichten bzw. zu kontrollieren. Das deutsche Mandat wurde zweimal verlängert, bevor es Ende Januar 2016 auslief.

### Einsatz im syrischen Bürgerkrieg ab 2014
Während des Bürgerkriegs in Syrien schoss Israel 2014 eine syrische Aufklärungsdrohne und eine Suchoi Su-24 über den Golanhöhen ab. Grund hierfür sei eine Verletzung des israelischen Luftraums gewesen, was von syrischer Seite dementiert wurde.
Eine – vermutlich russische – Forpost-Drohne, die 2016 von Syrien aus kommend israelischen Luftraum verletzte, wurde erfolglos mit zwei Patriot-Raketen beschossen.
Im April 2017 meldeten die israelischen Streitkräfte den Abschuss einer Drohne, die aus Syrien kommend den israelischen Luftraum verletzt haben soll.
Im Juli 2018 wurde über den Golanhöhen ein syrischer Suchoi Su-22-Jagdbomber nach mehreren Warnungen über Funk von zwei Patriot-Flugabwehrraketen abgeschossen; nach israelischen Angaben drang das Kampfflugzeug 2000 m in den von Israel kontrollierten Luftraum ein.

### Einsatz in Saudi-Arabien und in den Vereinigten Arabischen Emiraten ab 2015
Nach saudischen Angaben sollen im Juni 2015 Huthi-Rebellen als Reaktion auf die saudische Militärintervention im Jemen eine Boden-Boden-Rakete vom Typ R-17 Elbrus (NATO-Codename „SS-1c Scud-B“) auf die saudi-arabische Stadt Chamis Muschait in der Provinz Asir abgefeuert haben, wo sich auch ein Luftwaffenstützpunkt befindet. Zwei saudische Patriot-Flugabwehrraketen hätten die Rakete abgefangen.
Im November 2015 schossen die Streitkräfte der Vereinigten Arabischen Emirate mit Patriot zwei Mittelstreckenraketen über Al-Gofainah ab. Die Mittelstreckenraketen wurden vermutlich von den Huthi-Rebellen in Jemen gestartet. Die Angriffe erfolgten als Reaktion auf die Beteiligung der VAE.
Ab Juli 2017 starteten Huthi-Rebellen mehrmals ballistische Boden-Boden-Raketen gegen Ziele in Saudi-Arabien. Mehrfach gelang es der saudischen Luftabwehr, die anfliegenden Raketen mit Patriot-Flugabwehrraketen zu bekämpfen. Dabei zeigte sich dieselbe Problematik wie bei vergangenen Bekämpfungen von ballistischen Raketen: Die Patriot-Raketen trafen ihr Ziel, konnten es aber nicht vernichten. In einem Fall folgte nach dem Patriot-Treffer der Sprengkopf der ballistischen Rakete seiner Flugbahn und detonierte auf dem Gelände des Flughafens Riad.
Eine andere Erklärung für das Versagen der Abfangwaffen ist, dass die ballistischen Raketen beim Wiedereintritt in die Atmosphäre zerbrechen und ihr Sprengkopf unter mehreren Trümmerteilen schwer zu identifizieren ist.
Im März 2018 starteten Huthi-Rebellen sieben ballistische Boden-Boden-Raketen gegen Ziele in Riad, Dschāzān, Chamis Muschait und Nadschran in Saudi-Arabien. Nach Angaben der Streitkräfte Saudi-Arabiens konnten alle Raketen mit Patriot-Flugabwehrraketen bekämpft werden. Amateurvideos zeigen aber, wie eine Patriot-Flugabwehrrakete kurz nach dem Start explodiert und wie eine zweite nach dem Start unkontrolliert in den Boden fliegt.
Im Februar 2021 wurde eine ballistische Rakete, die vermutlich von den Huthi-Rebellen aus Jemen gestartet wurde, über Dirʿiyya von einer Patriot-Batterie abgeschossen. Zu diesem Zeitpunkt fand dort ein Rennen der FIA-Formel-E-Meisterschaft 2020/21 statt.
Den Streitkräften der Vereinigten Arabischen Emirate zufolge wurden im Januar 2022 Mittelstreckenraketen über Abu Dhabi mit Patriot- und THAAD-Raketen abgeschossen. Die Mittelstreckenraketen wurde aus Jemen in Richtung der VAE gestartet. Bereits am 17. Januar 2022 wurden die VAE mit ballistischen Raketen, Quds-2-Marschflugkörpern und Samad-3-Drohnen aus Jemen beschossen.

### Einsatz in der Ukraine ab 2023
Die Ukraine erhielt im Rahmen der Auslandshilfe bisher sechs Patriot-Systeme für den Verteidigungskrieg gegen Russland. Im Mai 2023 gelang es den ukrainischen Streitkräften nach eigenen Angaben, eine auf die ukrainische Hauptstadt Kiew zufliegende Kh-47 Kinschal-Hyperschallrakete mit einem Patriot-Flugabwehrraketensystem abzufangen bzw. zu zerstören. Nach US-Informationen zielte jene russische Hyperschallrakete darauf ab, das Patriot-Raketensystem zu zerstören. In der darauffolgenden Nacht kam es wieder zu einem massiven Raketen- und Drohnenbeschuss von Kiew. Dabei sollen u. a. sechs anfliegende Kinschals durch Patriot-Raketen abgefangen worden sein. Nach Angaben des russischen Verteidigungsministeriums sollen dabei fünf Patriot-Abschussrampen und ein zugehöriges Radar durch die Kinschal zerstört worden sein. Das amerikanische Verteidigungsministerium bestätigte, dass bei dem Angriff ein Patriot-System beschädigt wurde.
Drei Tage später teilte das US-Verteidigungsministerium mit, das beschädigte Patriot-Flugabwehrsystem sei repariert und wieder voll einsatzfähig. Am 9. März 2024 wurde ein Konvoi mit Teilen eines Patriot-Systems in der Nähe der Stadt Pokrovsk mutmaßlich durch eine russische Iskander-M-Rakete getroffen, wobei vermutlich zwei Startgeräte zerstört wurden. Am 5. April 2024 wurden Bilder und Videos veröffentlicht, welche die Lieferung einer sichtbar beschädigten M903-Patriot-Starteinrichtung am Flughafen Harrisburg International (USA) durch eine Antonov An-124 zeigen. Wann und wodurch diese beschädigt worden ist, ist nicht bekannt.
Während der Kursk-Offensive tauchten immer mehr Videos von Angriffen auf Patriot-Systeme in russischen Telegram-Kanälen auf, in denen mindestens vier Patriot-Startgeräte oder Attrappen (sog. „Decoys“; hier: Ablenkungsziele) von russischer Streumunition zerstört oder beschädigt wurden.

### Israelisch-iranischer Krieg 2025
Im Zuge vom Israelisch-iranischen Krieg startete der Iran, in zwei Wellen zuerst sieben und dann zwölf ballistische Raketen gegen den US-Militärstützpunkt Al-Udeid in Katar. Sowohl die Vereinigten Staaten wie auch Katar wurden vom Iran vorgewarnt. Laut der katarischen Regierung konnten bis auf eine Rakete alle mit der MIM-104 Patriot abgefangen werden; es habe weder Verletzte noch Tote gegeben. Zum Einsatz kam überwiegend die Ausführung PAC-3 MSE.